# Cowboy Bebop (Fernsehserie)
Cowboy Bebop ist eine Science-Fiction-Serie von Regisseur Alex Garcia Lopez, gedreht ab dem Jahr 2020 in den USA. Basierend auf der japanischen Anime-Serie Cowboy Bebop von 1998 wurde die Serie von Christopher Yost entwickelt, die Hauptrollen spielen John Cho, Mustafa Shakir, Daniella Pineda, Elena Satine und Alex Hassell. Die zehnteilige Serie wurde am 19. November 2021 auf Netflix veröffentlicht.
Im Dezember 2021 wurde die Serie nach einer Staffel eingestellt.

## Handlung
Die Serie spielt im Jahr 2171 und handelt von den Abenteuern einer bunt zusammengewürfelten Gruppe von Kopfgeldjägern (Cowboys), die mit dem Raumschiff Bebop im gesamten Sonnensystem auf Verbrecherjagd gehen und für den richtigen Preis die Welt retten.

## Besetzung und Synchronisation
Synchronisiert wurde die Serie von Eclair Studios Germany in Berlin. Die Dialogbücher schrieben Benjamin Peter und Birte Baumgardt, Dialogregie führte Erik Paulsen.
| Figur          | Darsteller        | Synchronsprecher   |
| -------------- | ----------------- | ------------------ |
| Spike Spiegel  | John Cho          | Bastian Sierich    |
| Faye Valentine | Daniella Pineda   | Ronja Peters       |
| Julia          | Elena Satine      | Marieke Oeffinger  |
| Jet Black      | Mustafa Shakir    | Dennis Schmidt-Foß |
| Vicious        | Alex Hassell      | Alexander Doering  |
| Alisa          | Simone McAullay   | Sonja Spuhl        |
| Ana            | Tamara Tunie      | Anke Reitzenstein  |
| Asimov         | Jan Uddin         | Roman Wolko        |
| Beatrice       | Sinead Fitzgerald | Moira May          |
| Caliban        | John Noble        | Frank Röth         |
| Chalmers       | Geoff Stults      | Bernd Egger        |
| Dagmar         | Scott Wills       | Matthias Klie      |
| Dr. Kaypack    | Mark Mitchinson   | Sven Brieger       |
| Fad            | Wade Williams     | Thomas Schmuckert  |
| Foreman        | David Van Horn    | Stefan Bräuler     |
| Godard         | Emma King         | Anna Dramski       |

## Episodenliste
| Nr. | Deutscher Titel             | Originaltitel      | Erstveröffentlichung USA | Deutschsprachige Erstveröffentlichung (D/A/CH) | Regie             | Drehbuch                                                         |
| --- | --------------------------- | ------------------ | ------------------------ | ---------------------------------------------- | ----------------- | ---------------------------------------------------------------- |
| 1   | Cowboy-Gospel               | Cowboy Gospel      | 19. Nov. 2021            | 19. Nov. 2021                                  | Alex Garcia Lopez | Christopher L. Yost, Karl Taro Greenfeld, Sean Cummings          |
| 2   | Venus-Pop                   | Venus Pop          | 19. Nov. 2021            | 19. Nov. 2021                                  | Alex Garcia Lopez | Christopher L. Yost, Karl Taro Greenfeld, Sean Cummings          |
| 3   | Sirius-Swing                | Dog Star Swing     | 19. Nov. 2021            | 19. Nov. 2021                                  | Michael Katleman  | Christopher L. Yost, Karl Taro Greenfeld, Sean Cummings          |
| 4   | Kallisto-Soul               | Callisto Soul      | 19. Nov. 2021            | 19. Nov. 2021                                  | Michael Katleman  | Christopher L. Yost, Karl Taro Greenfeld, Sean Cummings          |
| 5   | Tango auf der dunklen Seite | Darkside Tango     | 19. Nov. 2021            | 19. Nov. 2021                                  | Alex Garcia Lopez | Christopher L. Yost, Karl Taro Greenfeld, Liz Sagal              |
| 6   | Binärer Two-Step            | Binary Two-step    | 19. Nov. 2021            | 19. Nov. 2021                                  | Michael Katleman  | Christopher L. Yost, Karl Taro Greenfeld, Sean Cummings          |
| 7   | Galileo-Hustle              | Galileo Hustle     | 19. Nov. 2021            | 19. Nov. 2021                                  | Alex Garcia Lopez | Christopher L. Yost, Karl Taro Greenfeld, Alexandra E Hartman    |
| 8   | Trauriger Funk              | Sad Clown A-Go-Go  | 19. Nov. 2021            | 19. Nov. 2021                                  | Alex Garcia Lopez | Christopher L. Yost, Karl Taro Greenfeld, Javier Grillo-Marxuach |
| 9   | Blaue-Krähen-Walzer         | Blue Crow Waltz    | 19. Nov. 2021            | 19. Nov. 2021                                  | Michael Katleman  | Christopher L. Yost, Karl Taro Greenfeld, Jennifer Johnson       |
| 10  | Supernova-Symphony          | Supernova Symphony | 19. Nov. 2021            | 19. Nov. 2021                                  | Michael Katleman  | Christopher L. Yost, Karl Taro Greenfeld, Sean Cummings          |